# Regno del Sud
Regno del Sud è una locuzione utilizzata in ambito storico, giornalistico, saggistico e archivistico per indicare il periodo di continuità amministrativa legittima del Regno d'Italia durante la seconda guerra mondiale, compreso tra il settembre 1943 e il giugno 1944 con la liberazione di Roma.
L'espressione si riferisce alla situazione creatasi nei territori controllati dal Regno d'Italia dopo l'annuncio dell'armistizio di Cassibile e la conseguente fuga da Roma di Vittorio Emanuele III e del governo italiano presieduto da Pietro Badoglio, e il suo trasferimento a Brindisi,  territorio del regno non occupato dai tedeschi. In una condizione di sovranità limitata dai termini dell'armistizio con le forze alleate e con gran parte del territorio italiano occupata dall'esercito tedesco; questo governo controllava solo alcune zone dell'Italia meridionale e la Sardegna, mentre la Sicilia ricadde sotto di esso dal mese di febbraio del 1944. Con l'avanzare del fronte di guerra estese gradualmente la sua giurisdizione verso nord, con la cessione da parte dell'AMGOT, delle zone via via liberate dai tedeschi e occupate dagli Alleati.

## Contesto storico

### Lo sbarco in Sicilia e la caduta del fascismo

Puglia, ottobre 1943: re Vittorio Emanuele III passa in rassegna una formazione del Regio Esercito

Dopo lo sbarco degli Alleati in Sicilia, l'armistizio di Cassibile, il suo annuncio dell'8 settembre e la fuga del re da Roma, il Governo Badoglio, insediatosi a Brindisi, mantenne la struttura costituzionale del Regno d'Italia, cercando di ricostruire l'amministrazione statale, poiché la quasi totalità dei funzionari e dei dipendenti ministeriali erano rimasti intrappolati nella capitale.
La sera del 10 settembre Vittorio Emanuele III annunciò, in un messaggio registrato trasmesso da Radio Bari, i motivi che l'avevano spinto a lasciare Roma:
(Vittorio Emanuele III a Radio Bari, 10 settembre 1943)
Per gli Alleati era necessario che nell'Italia liberata vi fosse un governo in grado di esercitare un potere legittimo da contrapporre a quello della Repubblica Sociale Italiana costituitasi a Salò. Per questo, già il 19 settembre le provincie pugliesi di Bari, Brindisi, Lecce e Taranto e la Sardegna non furono poste sotto il controllo della Amministrazione militare alleata dei territori occupati (AMGOT), ma riconosciute indipendenti e affidate al governo di Badoglio, pur sotto lo stretto controllo della Allied Control Commission.

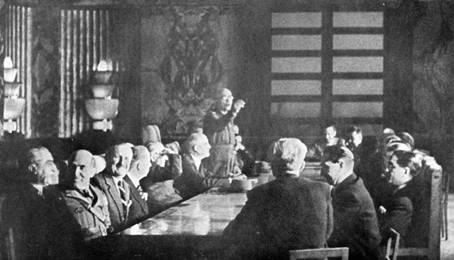
L'insediamento del secondo governo Badoglio a Salerno nell'aprile 1944

Uno dei primi atti del governo insediatosi a Brindisi fu la firma del cosiddetto armistizio lungo, integrazione dall'armistizio corto firmato a Cassibile il 3 settembre. Pur rendendo esecutivo il principio della resa incondizionata, gli Alleati si impegnavano a ammorbidire le condizioni in proporzione all'aiuto che l'Italia avrebbe fornito nella lotta contro i nazisti.
Il 13 ottobre il governo dichiarò guerra alla Germania. Dal punto di vista politico tale dichiarazione era molto importante, poiché poneva l'Italia all'interno delle forze alleate, sia pur con la qualifica di cobelligerante. Da questo momento il governo italiano cominciò lentamente ad acquisire maggior autonomia. In questa prima fase erano sotto il controllo del governo soltanto la Sardegna e le provincie pugliesi, mentre il resto del territorio liberato rimaneva sotto il controllo dell'Amministrazione militare alleata.

### Il trasferimento del governo a Salerno
L'11 febbraio 1944 gli Alleati trasferirono al governo italiano la giurisdizione sulla Sicilia, che era sotto l'Amministrazione militare alleata dal luglio 1943, e sulle province dell'Italia meridionale già occupate e su quelle che venivano via via liberate. La competenza dell'AMGOT si ridusse così a Napoli, alle zone prossime al fronte e a quelle di particolare interesse militare.
Sempre nel febbraio del 1944, il governo si trasferì a Salerno, che divenne così la capitale provvisoria d'Italia. La cosiddetta svolta di Salerno permise di trovare un compromesso tra i partiti antifascisti, la monarchia e il maresciallo Badoglio che consentisse di formare un governo di unità nazionale con la partecipazione di tutte le forze politiche presenti nel Comitato di Liberazione Nazionale, accantonando temporaneamente i dissidi politici e istituzionali sorti dopo la caduta del fascismo. Il 22 aprile 1944 entrò quindi in carica il secondo governo Badoglio, sostenuto politicamente da una coalizione degli appena ricostituiti partiti italiani.

### Il ritorno di Vittorio Emanuele III a Roma e la Luogotenenza
Il 4 giugno 1944 Roma venne liberata e Vittorio Emanuele III nominò l'indomani il figlio Umberto quale Luogotenente del regno, ritirandosi a vita privata. Umberto si insediò al Quirinale e, su proposta del CLN, affidò l'incarico di formare il nuovo governo a Ivanoe Bonomi, anziano leader politico già Presidente del Consiglio prima dell'avvento del fascismo. Il nuovo governo si insediò così in luglio nella Capitale.

## L'uso della locuzione e il dibattito storiografico
L'espressione «Regno del Sud» è stata utilizzata spesso in contrapposizione alla cosiddetta «Repubblica di Salò», l'autoproclamatasi Repubblica Sociale Italiana, guidata da Benito Mussolini e riconosciuta dalla Germania nazista, che nello stesso periodo controllava la porzione del territorio italiano sotto occupazione militare tedesca.
Secondo alcuni storici, l'espressione è usata in modo improprio, sia come raffronto con Salò, sia perché il "regno" non viene considerato come una entità a sé stante, ma come continuazione del Regno d'Italia senza discontinuità formale.
Un primo utilizzo dell'espressione è attribuita all'economista Agostino degli Espinosa, all'epoca dei fatti addetto all'ufficio stampa del governo di Brindisi, che pubblicò nel 1946 un saggio intitolato proprio Il Regno del Sud, con il quale l'autore intendeva rendere noto «un primo tentativo di cronaca degli avvenimenti in cui si è espressa la vita politica dell'Italia liberata fra il 10 settembre 1943 e il 5 giugno 1945.»
In alcuni casi «Regno del Sud» è stato utilizzato con valenza politica, per identificare la discontinuità tra il periodo fascista e la nascita dei primi governi democratici nel dopoguerra.
In ambito storiografico la locuzione è usata per identificare in modo estensivo anche il periodo che arriva al 1945 e alla fine della guerra, fino a quando, cioè, l'Italia era ancora divisa e il governo italiano, che pur si era ristabilito a Roma, non aveva il pieno controllo del territorio e degli enti locali, di polizia e militari. In questa situazione gli atti amministrativi, militari e politici e la relativa documentazione erano suddivisi tra quelli gestiti dal governo di Roma, dalla Repubblica Sociale Italiana, dalle forze partigiane e dagli eserciti in campo.
Nelle polemiche politiche, storiche e giornalistiche sui fatti successivi all'armistizio, il Regno del Sud viene talvolta indicato come uno stato fantoccio privo di reale autonomia alle dirette dipendenze degli Alleati, per analogia al giudizio che viene dato della Repubblica di Salò quale stato privo di autonomia creato dalla Germania nazista. In tal senso il «Regno del Sud» è indicato, ex post, come il vero continuatore dello Stato italiano dal punto di vista giuridico, in contrapposizione alla Repubblica Sociale Italiana, in virtù dell'esito del conflitto. Inoltre l'azione intrapresa dal governo e dai funzionari stabilitisi a Brindisi è vista anche come il tentativo di un ritorno alla situazione politica e costituzionale pre-fascista, con riferimento al regime monarchico parlamentare liberale terminato con la marcia su Roma nel 1922.

### Fonti
- Alle radici del nostro presente. Napoli e la Campania dal Fascismo alla Repubblica (1943-1946), Napoli, Guida Editori, 1986, ISBN 88-7042-821-4.
- Silvio Bertoldi, Il Regno del Sud. Quando l'Italia era tagliata in due, Milano, Rizzoli, 2003, ISBN 978-88-17-10664-1.
- Giorgio Candeloro, Storia dell'Italia moderna. La seconda guerra mondiale. Il crollo del fascismo. La resistenza 1939-1945, Milano, Feltrinelli, 1984, ISBN 88-07-80805-6.
- Anna Lisa Carlotti (a cura di), Italia 1939-1945. Storia e memoria, Milano, Vita e Pensiero, 1996, ISBN 88-343-2458-7.
- Riccardo Mattòli, La tragica fine della R. Corazzata Roma, Roma, Gangemi Editore, 2015, ISBN 978-88-492-3052-9.
- Gianni Oliva, La Resistenza, Firenze, Giunti, 2003, ISBN 88-09-03003-6.
- Livio Paladin, Ludovico Mazzarolli e Dimitri Girotto, Diritto costituzionale, Torino, Giappichelli Editore, 2018, ISBN 978-88-921-1371-8.
- Arrigo Petacco, La nostra guerra 1940-1945, Milano, Mondadori, 1995, ISBN 88-04-38526-X.
- Roberto Roggero, Oneri e onori. Le verità militari e politiche della guerra di liberazione in Italia, Milano, Greco & Greco Editori, 2006, ISBN 88-220-6147-0.
- Antonio Rossano, 1943: «Qui radio Bari», Bari, Edizioni Dedalo, 1993, ISBN 88-7980-417-0.
- Renzo Santarelli, Mezzogiorno 1943-1944. Uno "sbandato" nel Regno del sud, Milano, Feltrinelli, 1999, ISBN 88-07-81528-1.
- Vanna Vailati, L'armistizio e il Regno del Sud, Milano, Aldo Palazzi Editore, 1969, SBN MIL0006665.
- Giorgio Vecchio, Daniela Saresella e Paolo Trionfini, Storia dell'Italia contemporanea. Dalla crisi del fascismo alla crisi della Repubblica (1939-1998), Milano, Monduzzi, 1999, ISBN 88-323-5770-4.

### Altre letture
- Antonio Alosco, Il partito d'azione nel "Regno del Sud", Napoli, Guida Editori, 2002, ISBN 88-7188-533-3.
- Agostino degli Espinosa, Il Regno del Sud. 8 settembre 1943 - 4 giugno 1944, Roma, Migliaresi, 1946, ISBN non esistente.
- Vito A. Leuzzi, Lucio Cioffi, Alleati, monarchia, partiti nel regno del Sud, Fasano, Schena, 1988, ISBN 978-88-7514-244-5.
- Claudio Pavone, La continuità dello Stato. Istituzioni e uomini, in Italia 1945-48. Le origini della Repubblica, Torino, Giappichelli, 1974, ISBN non esistente.
- Francesco Perfetti, Parola di Re. Il diario segreto di Vittorio Emanuele, Firenze, Le Lettere, : 2006, ISBN 978-88-7166-965-6.
- Dino Tarantino, Dal «Regno» alle «Repubbliche» del Sud. La Puglia dal fascismo alla democrazia 1943-1944, Firenze, Edizioni Dal Sud, 2006, ISBN 978-88-7553-075-4.